# Kompromis
Kompromis – metoda rozwiązania konfliktu, oznaczająca wspólne stanowisko, możliwe do przyjęcia dla stron negocjujących.
Wbrew obiegowej opinii kompromis nie jest optymalnym rozwiązaniem konfliktu, ponieważ oznacza konieczność rezygnacji z części interesów każdej ze stron. Taki idealny sposób radzenia sobie z konfliktem stanowi współpraca.
Kompromis może być także synonimem oportunizmu, jeżeli jest osiągany kosztem wartości lub celów nadrzędnych dla procesu osiągania porozumienia.